# Catherine Parat
Pour les articles homonymes, voir Parat.
Catherine Parat, née le 21 juillet 1917 à Paris et morte le 28 octobre 2014 à Alès, est une psychanalyste française.

## Biographie
Catherine Parat devient psychanalyste et membre de la Société psychanalytique de Paris (SPP).
Elle collabore avec Pierre Marty, Michel de M'Uzan, Michel Fain, Denise Braunschweig et Christian David à la création de l'Institut de psychosomatique de Paris en 1972. Elle est l'une des analystes d'André Green. Ses apports théoriques principaux sont relatifs au complexe d'Œdipe, à l'affect et à la technique psychanalytique. Elle était connue comme clinicienne et enseignante discrète, sereine et tenace. « Analyste des analystes », elle réunissait des dimensions techniques et éthiques dans sa fonction de psychanalyste, issues de sa pratique en psychosomatique, et de sa finesse et sensibilité personnelles. « Elle y soulignait la nécessité d’adapter le travail du contre-transfert et les interprétations qui en découlent à la qualité et à la capacité du fonctionnement mental de son patient. »
Elle a également postulé la notion de transfert de base,,.
Elle meurt le 28 octobre 2014, à Alès, à l'âge de 97 ans.

## Publications
- « La place du mouvement masochique dans l'évolution de la femme », Revue française de psychanalyse, no 23, 1959, 305-336.
- « La structure obsessionnelle», Revue française de psychanalyse, no 25, 1961, 309-317.
- « Le changement d'objet », in Janine Chasseguet-Smirgel, Recherches psychanalytiques nouvelles sur la sexualité féminine, Paris, Payot, coll. « Bibliothèque scientifique »,  (ISBN 2228884391).
- « L'organisation œdipienne du stade génital », Revue française de psychanalyse, no 31, 1967, 743-911.
- « À propos de la co-excitation libidinale », Revue française de psychanalyse, no 51, 1987, 925-936.
- Dynamique du sacré, Paris, Césura, coll. « Psychanalyse », 1988,  (ISBN 2905709200).
- « À propos de la thérapeutique analytique », Revue française de psychanalyse, no 55, 1991, 303-324.
- « Avatars du 'courant tendre' freudien », Revue française de psychanalyse, no 56, 1992, 777-791, lire en ligne sur Gallica.
- « L'ordinaire du psychosomaticien », Revue française de psychosomatique, no 3, 1993, 5-20.
- « Le phallique féminin », Revue française de psychanalyse, no 59, 1995, 1239-1257, lire en ligne sur Gallica.
- L'affect partagé, Paris, PUF, 1995, coll. « Le fait psychanalytique »,  (ISBN 2130465390)[7].
- « À propos de l'amour et de l'amour de transfert », Revue française de psychanalyse, no 60, 1996, 643-662, lire en ligne sur Gallica.
- « Variations sur la mort », Revue française de psychanalyse, no 62, 1998/5, 1821-1851, lire en ligne sur Gallica
- « La répression chez l'analyste », Revue française de psychanalyse, no 65, 2001, 141-143 + Cairn. info (2.8.2010)[8].
- L'inconscient et le sacré, Paris, PUF, 2002, coll. « Le Fait psychanalytique »,  (ISBN 2130522459)[9].
- Avec Jacques Boushira, L'affect, Paris, PUF, coll. « Monographies de la Revue française de psychanalyse »,  (ISBN 2130548652).